# Daniel Samonas
Daniel Nicholas Patrick Samonas (ur. 7 marca 1990) – amerykańsko-kanadyjski aktor.

## Życie prywatne
Urodził się w Toronto. Do 11 roku życia uczęszczał do Crosby Heights Secondary School w Richmond Hill. Później przeniósł się z rodziną do Coral Springs. Nie angażował się w teatr. Obecnie mieszka w Los Angeles.

## Kariera
Po przeprowadzce na Florydę w wieku 11 lat Samonas zainteresował się modelingiem i teatrem lokalnym. Jego pierwszą główną rolą była rola w Efraim, po czym brał udział w castingach do innych filmów, aż do pierwszego spotu telewizyjnego Wszyscy nienawidzą Chrisa. Inne jego role to w ABC Enemies. To było po występach w Zoey 101, Hannah Montana jako Josh i podkładaniu jako głos „Teo“ w Awatar: Legenda Aanga. W roku 2008 Samonas pojawił się w iCarly jako rywal Freddiego, a później pojawił się na Disney Channel Czarodzieje z Waverly Place jako chłopak Alex – Dean.